# Шаамар
Шаамар (монг.: Шаамар) — сомон Селенгійського аймаку, Монголія. Територія 0,7 тис. км², населення 3,2 тис. чол. Центр — селище Делгерхан лежить на відстані 20 км від Сухе-Батора та 340 км від Улан-Батора.

## Рельєф
Гори Делген-хаан, Баян хан, Більшу частину території займають долина річки Орхон та її притоки Хараа, Еро, Шарин гол.

## Клімат
Різкоконтинентальний клімат, середня температура січня −30–35 градусів, липня +25–30 градусів, протягом року в середньому випадає 300 мм опадів.

## Природа та тваринний світ
Водяться лисиці, вовки, манули, козулі, аргалі, дикі кози, зайці, кабани, олені, лосі. Є сосновий бір, кедровий та осиковий ліси.

## Соціальна сфера
Сфера обслуговування, школа, лікарня, борошномельна фабрика, перше у Монголії бджолине господарство, автомайстерні, кормове господарство, м’ясокомбінат, база будівельних матеріалів, залізнична станція, навчальний сільськогосподарський центр, школа.